# Fritz Leitner
Fritz Leitner (* 14. Jänner 1946 in St. Pölten, Niederösterreich; † 17. Dezember 1991 in Steinfeld, Kärnten) war ein österreichischer Politiker (SPÖ).

## Leben
Fritz Leitner, der in Radlberg, einem damals noch eigenständigen Ortsteil von St. Pölten, geboren wurde, wuchs in Kärnten heran. Hier besuchte er nach dem Besuch der Pflichtschulen die landwirtschaftliche Fachschule Litzlhof in Lendorf. Nach der positiv abgelegten Facharbeiterprüfung zum Landwirt übernahm Leitner ab 1970 den Hof seiner Eltern.
Sein Werdegang als Politiker begann 1971, als er Mitglied in der Landwirtschaftskammer wurde, wo er bis 1976 Delegierter des Bezirks Spittal an der Drau war. Ab 1973 saß er für die SPÖ im Gemeinderat der Marktgemeinde Steinfeld. 1976 wurde er mit dem Titel Kammerrat geehrt. Zuletzt wurde er 1981 zum Vizepräsidenten der Kärntner Landwirtschaftskammer gewählt.
Von 1983 bis 1984 saß er kurzzeitig als Abgeordneter seiner Partei im Kärntner Landtag, ehe er im Oktober 1984 als Mitglied des Bundesrates in Wien vereidigt wurde. Der zweiten österreichischen Parlamentskammer gehörte Leitner bis Oktober 1986 an.